# Tucker McGuire
Anne Tucker McGuire (* 1912; † 3. August 1988 in London, England) war eine US-amerikanische Schauspielerin.

## Leben
Tucker McGuire war die Tochter des Mediziners Hunter Holmes McGuire.
Ihre erste Rolle spielte sie 1937 als Jane Moore in der britischen Romanze Clothes and the Woman. Einer ihrer bekanntesten Filme war Die letzte Nacht der Titanic aus dem Jahr 1958. Seit den 1960er Jahren war sie zunehmend in Gastrollen britischer Fernsehserien zu sehen. Als Schauspielerin wirkte sie vorwiegend im Vereinigten Königreich, trat dort auch auf der Theaterbühne und in diversen Rundfunksendern auf. Ihren letzten größeren Auftritt hatte sie als Mrs. Bergen im Science-Fiction-Film D.A.R.Y.L. – Der Außergewöhnliche (1985).
Tucker McGuire war mit Chambré Thomas Macaulay Booth verheiratet. Ihre gemeinsame Tochter, Jane Booth, später ebenfalls Schauspielerin, wurde 1941 geboren.

## Filmografie (Auswahl)

### Filme
- 1937: Clothes and the Woman
- 1938: Climbing High
- 1939: Shipyard Sally
- 1942: The Night Has Eyes
- 1952: King of the Underworld
- 1952: Murder at Scotland Yard
- 1952: Murder at the Grange
- 1952: A Ghost for Sale
- 1953: The Net
- 1953: Black Orchid
- 1955: Reluctant Bride
- 1957: Esther Costello (The Story of Esther Costello)
- 1958: Die letzte Nacht der Titanic (A Night to Remember)
- 1958: Sheriff wider Willen (The Sheriff of Fractured Jaw)
- 1961: Hurricane
- 1965: The Good Shoe Maker and the Poor Fish Peddler
- 1970: The Revolutionary
- 1985: D.A.R.Y.L. – Der Außergewöhnliche (D.A.R.Y.L.)

### Seriengastauftritte
- 1959: Die vier Gerechten (The Four Just Men)
- 1960: Rendezvous
- 1961: International Detective
- 1965: Dixon of Dock Green
- 1967: Mr. Rose
- 1970: The Troubleshooters
- 1974: Dial M for Murder
- 1975: Shades of Greene